# Bridalveil Fall
A Bridalveil Fall é uma das mais altas cachoeiras do Parque Nacional de Yosemite. Sendo uma das principais atrações turísticas da Califórnia.

## Outros nomes
- Bridalveil Falls
- Cascade of the Rainbow
- Falls of Louise
- Pohono Citation
- The Bridal Veil Fall